# قائمة مزارع الرياح في الأردن

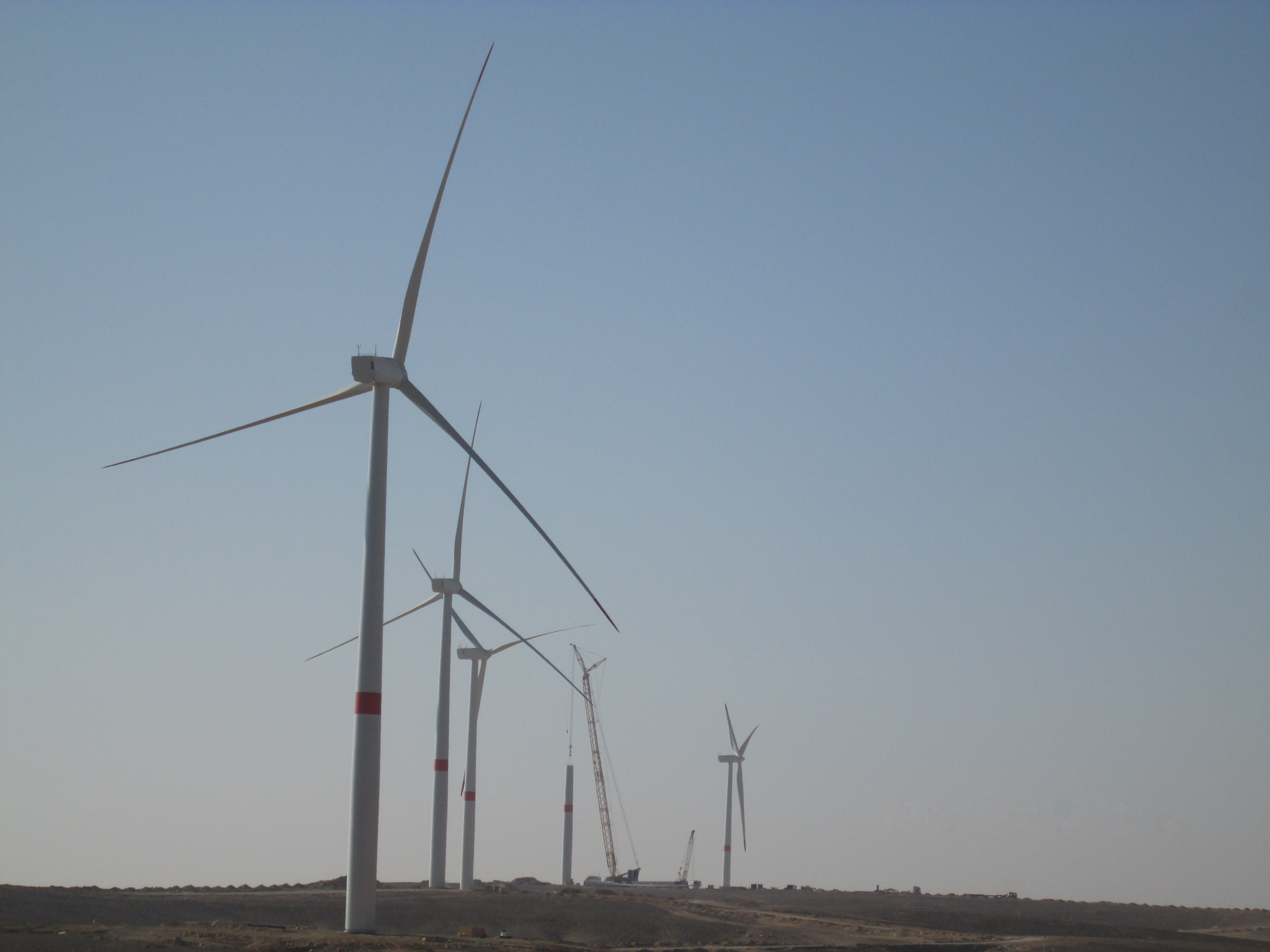
مزرعة رياح معان بقدرة 80 ميغاواط

اعتبارًا من عام 2021، يوجد ما لا يقل عن ثماني محطات طاقة رياح عاملة في الإبراهيمية وحوفا والحسينية والطفيلة. تتكون محطة الإبراهيمية التي تقع على بعد حوالي 80 كم شمال عمان من 4 توربينات رياح قدرة كل منها 0.08 ميغاواط. تتألف محطة حوفا الواقعة على بعد حوالي 92 كم شمال عمان من 5 توربينات رياح قدرة كل منها 0.225 ميغاواط. تقع مزرعة رياح الطفيلة في محافظة الطفيلة جنوب غرب الأردن. يوجد في معان مزرعتان للرياح. تم افتتاح مزرعة رياح معان في عام 2016 في جنوب الأردن بقدرة 80 ميجاوات، ووصلت مزرعة رياح الرجف إلى تاريخ التشغيل التجاري بحلول أكتوبر 2018 بقدرة 86 ميجاوات. وصلت مزرعة رياح الفجيج بقدرة 89 ميجاوات، التي طورتها وأنتجتها شركة كيبكو إلى تاريخ التشغيل التجاري في أكتوبر 2019. وصلت مزرعة الرياح "أبور إنيرجي" التي طورتها AMEA وصناعات Xenel إلى تاريخ التشغيل التجاري في يوليو 2021. كما وصلت مزرعة دايهان لطاقة الرياح التي طورها مشروع مشترك بين DL Energy وKOSPO إلى مرحلة التشغيل التجاري في يوليو 2021.

## مزارع الرياح
| الأسم                           | الموقع | المحافظة       | الطاقة (ميغا واط) |
| ------------------------------- | ------ | -------------- | ----------------- |
| حوفا                            | -      | محافظة إربد    | 1                 |
| الابراهيمية                     | -      | محافظة إربد    | 0.32              |
| مزرعة رياح الطفيلة              | -      | محافظة الطفيلة | 117               |
| مزرعة رياح معان                 | -      | محافظة معان    | 80                |
| مزرعة راجف للرياح               | -      | محافظة معان    | 86                |
| مزرعة رياح الفجيج               |        | محافظة معان    | 89                |
| مزرعة طاقة الرياح بمدينة العبور |        | محافظة الطفيلة | 52                |
| مزرعة رياح ديهان                |        | محافظة الطفيلة | 51.75             |